# Koszalin
Koszalin (pron. [koˈʃalin]; in casciubo: Kòszalëno; in tedesco Köslin) è una città polacca situata nel voivodato della Pomerania Occidentale. Dal 1950 fino alla riforma amministrativa del 1999 Koszalin è stata la capitale del voivodato omonimo.
Koszalin è la città più grande della regione della Pomerania Centrale, per cui è un centro culturale e politico. Nella città si trovano teatri, cinema, filarmonica, anfiteatro e musei. È anche la sede dei media locali. A Koszalin c'è anche la sede del distretto di Koszalin, il tribunale distrettuale, la filiale dell'ufficio del maresciallo, la delegazione dell'ufficio del voivodato e anche una curia della diocesi di Koszalin-Kołobrzeg. L'univeristà più grande della città è Politechnika Koszalińska.

## Geografia fisica
Koszalin è situata a una dozzina di chilometri dal Mar Baltico, a metà strada tra Stettino (147 km ad ovest) e Danzica (151 km ad est).
Distretti e altri quartieri residenziali a Koszalin sono: Akademickie, Kędzierzyn, Kretomino, Przylesie, Quartiere dell'Unione europea, Zagórzyno, Lechitów, Wenedów, Na Skarpie, Rokosowo, Bukowe, Chełmoniewo, Dzierżęcino, Lubiatowo e Raduszka.
Ex città che ora fanno parte della città si chiamano: Jamno, Łabusz, Sarzyno, Wilkowo, Żabowo.

### Clima
| Koszalin (1991-2020)             | Mesi         | Mesi         | Mesi         | Mesi         | Mesi        | Mesi        | Mesi        | Mesi        | Mesi        | Mesi        | Mesi         | Mesi         | Stagioni | Stagioni | Stagioni | Stagioni | Anno    |
| Koszalin (1991-2020)             | Gen          | Feb          | Mar          | Apr          | Mag         | Giu         | Lug         | Ago         | Set         | Ott         | Nov          | Dic          | Inv      | Pri      | Est      | Aut      | Anno    |
| -------------------------------- | ------------ | ------------ | ------------ | ------------ | ----------- | ----------- | ----------- | ----------- | ----------- | ----------- | ------------ | ------------ | -------- | -------- | -------- | -------- | ------- |
| T. max. media (°C)               | 2,5          | 3,5          | 7,0          | 12,8         | 17,1        | 20,1        | 22,4        | 22,5        | 18,2        | 12,7        | 7,1          | 3,5          | 3,2      | 12,3     | 21,7     | 12,7     | 12,5    |
| T. media (°C)                    | 0,3          | 0,9          | 3,3          | 8,0          | 12,3        | 15,6        | 17,9        | 17,9        | 14,0        | 9,3         | 4,8          | 1,6          | 0,9      | 7,9      | 17,1     | 9,4      | 8,8     |
| T. min. media (°C)               | −1,9         | −1,6         | 0,2          | 3,8          | 7,8         | 11,3        | 13,6        | 13,8        | 10,4        | 6,4         | 2,6          | −0,6         | −1,4     | 3,9      | 12,9     | 6,5      | 5,5     |
| T. max. assoluta (°C)            | 13,2 (1991)  | 17,7 (1990)  | 23,3 (1968)  | 28,2 (2000)  | 31,2 (1971) | 35,6 (2019) | 36,4 (1994) | 37,1 (1992) | 33,9 (1975) | 27,3 (1966) | 18,8 (1968)  | 13,6 (1977)  | 17,7     | 31,2     | 37,1     | 33,9     | 37,1    |
| T. min. assoluta (°C)            | −26,7 (1963) | −26,7 (1956) | −18,7 (1971) | −10,1 (1974) | −3,9 (1974) | −0,6 (1975) | 2,6 (1975)  | 2,3 (1973)  | −0,2 (1974) | −6,1 (1956) | −14,0 (1998) | −19,7 (1998) | −26,7    | −18,7    | −0,6     | −14,0    | −26,7   |
| Giorni di calura (Tmax ≥ 30 °C)  | 0,0          | 0,0          | 0,0          | 0,0          | 0,1         | 0,7         | 1,8         | 1,2         | 0,1         | 0,0         | 0,0          | 0,0          | 0,0      | 0,1      | 3,7      | 0,1      | 3,9     |
| Giorni di gelo (Tmin ≤ 0 °C)     | 17,7         | 16,7         | 13,2         | 4,2          | 0,2         | 0,0         | 0,0         | 0,0         | 0,0         | 1,5         | 7,1          | 14,7         | 49,1     | 17,6     | 0,0      | 8,6      | 75,3    |
| Giorni di ghiaccio (Tmax ≤ 0 °C) | 8,1          | 4,9          | 1,2          | 0,0          | 0,0         | 0,0         | 0,0         | 0,0         | 0,0         | 0,0         | 0,8          | 4,8          | 17,8     | 1,2      | 0,0      | 0,8      | 19,8    |
| Nuvolosità (okta al giorno)      | 6,4          | 6,2          | 5,5          | 5,0          | 4,9         | 5,1         | 5,0         | 4,9         | 5,1         | 5,6         | 6,4          | 6,6          | 6,4      | 5,1      | 5,0      | 5,7      | 5,6     |
| Precipitazioni (mm)              | 52,4         | 40,1         | 46,0         | 33,8         | 54,3        | 76,4        | 90,2        | 88,8        | 74,7        | 66,0        | 56,1         | 59,2         | 151,7    | 134,1    | 255,4    | 196,8    | 738,0   |
| Giorni di pioggia                | 10,4         | 8,9          | 9,0          | 6,7          | 9,4         | 10,0        | 10,5        | 10,8        | 9,8         | 10,9        | 10,7         | 12,1         | 31,4     | 25,1     | 31,3     | 31,4     | 119,2   |
| Nevicate (cm)                    | 78,6         | 95,7         | 39,3         | 0,8          | 0,0         | 0,0         | 0,0         | 0,0         | 0,0         | 1,0         | 10,1         | 57,2         | 231,5    | 40,1     | 0,0      | 11,1     | 282,7   |
| Giorni di neve                   | 11,1         | 10,8         | 5,3          | 0,3          | 0,0         | 0,0         | 0,0         | 0,0         | 0,0         | 0,2         | 2,0          | 7,2          | 29,1     | 5,6      | 0,0      | 2,2      | 36,9    |
| Umidità relativa media (%)       | 85,7         | 83,4         | 78,9         | 72,8         | 74,2        | 76,3        | 77,4        | 77,1        | 80,4        | 83,7        | 87,5         | 87,9         | 85,7     | 75,3     | 76,9     | 83,9     | 80,4    |
| Ore di soleggiamento mensili     | 44,7         | 67,8         | 132,2        | 203,4        | 262,7       | 256,8       | 259,2       | 233,2       | 166,5       | 111,1       | 50,6         | 32,7         | 145,2    | 598,3    | 749,2    | 328,2    | 1 820,9 |
| Pressione a 0 metri s.l.m. (hPa) | 1 011,3      | 1 010,9      | 1 010,9      | 1 010,5      | 1 011,5     | 1 010,7     | 1 010,1     | 1 010,7     | 1 011,7     | 1 011,4     | 1 010,1      | 1 010,6      | 1 010,9  | 1 011,0  | 1 010,5  | 1 011,1  | 1 010,9 |
| Tensione di vapore (hPa)         | 5,7          | 5,7          | 6,2          | 7,8          | 10,5        | 13,4        | 15,7        | 15,6        | 12,8        | 10,0        | 7,7          | 6,3          | 5,9      | 8,2      | 14,9     | 10,2     | 9,8     |
| Vento (direzione-m/s)            | 3,8          | 3,6          | 3,5          | 3,2          | 2,9         | 3,0         | 2,8         | 2,7         | 2,8         | 3,0         | 3,3          | 3,5          | 3,6      | 3,2      | 2,8      | 3,0      | 3,2     |

## Storia
L'abitato venne menzionato per la prima volta nel 1214 come Koszalice (o Cossalitz) in un atto di donazione con cui il duca di Pomerania, Boghislao II, fece omaggio della località al monastero di Belbuck presso Treptow (Trzebiatów). Nel 1248 il paese passò al vescovato di Cammin (l'odierna arcidiocesi di Stettino-Kamień), e pochi anni dopo il vescovo e conte Herrmann von Gleichen, assieme ai tedeschi Marquardt e Hartmann, fondò sullo stesso sito la città di Cussalin il 23 maggio 1266. La città fu retta dal diritto di Lubecca e a partire dal 1300 circa richiamò numerosi coloni tedeschi, che si stabilirono nelle campagne circostanti.
Nel corso del Medioevo Cussalin si sviluppò grazie alla sua posizione tra Stettino e Danzica e nel 1422 circa divenne parte della Lega Anseatica. A quel periodo risalgono le accese rivalità con la vicina e maggiore città di Kolberg, anch'essa anseatica e appartenente al vescovato di Cammin. Nel 1486 la città entrò nuovamente nel ducato di Pomerania e quindi nell'orbita brandeburghese.
L'inizio del secolo XVI costituì per Koszalin l'inizio di una fase di decadenza: nel 1504 un incendio devastò la città, mentre numerose epidemie di peste e la guerra dei trent'anni, infierirono ulteriormente sulla popolazione. A partire dal 1534, anno della Riforma in Pomerania, la popolazione divenne protestante, mentre il primo vescovo protestante di Cammin, Bartholomäus Suave, entrò in carica undici anni dopo.
Con lo sbarco di Gustavo II Adolfo di Svezia presso le foci dell'Oder nel 1630 la Pomerania passò sotto influenza svedese ed infine, a partire dal 1638, sotto la sua diretta amministrazione. Tuttavia, pochi anni dopo, la pace di Vestfalia (1648) attribuì la città al Brandeburgo assieme a tutta la Pomerania Ulteriore.
Sotto la Prussia la città perse importanza e fu anzi quasi completamente distrutta da un ulteriore incendio (1718), ma venne prontamente ricostruita. Durante il periodo napoleonico fu occupata dai francesi.
Nel 1945 la città passò dalla Germania alla Polonia e la popolazione tedesca  fu espulsa e cacciata verso ovest.

## Amministrazione

### Gemellaggi
- Albano Laziale, Italia
- Bourges, Francia
- Gladsaxe, Danimarca
- Kristianstad, Svezia
- Lida, Bielorussia
- Minden, Renania Settentrionale-Vestfalia, Germania
- Neubrandenburg, Meclemburgo-Pomerania Anteriore, Germania
- Neumünster, Schleswig-Holstein, Germania
- Roermond, Paesi Bassi
- Schwedt/Oder, Brandeburgo, Germania
- Seinäjoki, Finlandia
- Distretto Tempelhof-Schöneberg di Berlino, Germania